# Makhete Diop
Makhete Diop (* 8. Juli 1988 in Louga) ist ein senegalesischer Fußballspieler.

## Karriere
Diops Karriere begann in der Jugend von ASC Port Autonome. Seine ersten Ligaeinsätze erfolgten aber bei ASC Yakaar. Nach seiner Debütsaison folgte der Wechsel ins Ausland zu al-Watani, zu diesem Zeitpunkt Verein der Saudi Professional League. Anschließend schloss er sich dem libanesischen Erstligisten Nejmeh Club an. Er wurde auf Anhieb Torschützenkönig.
Im August zog es ihn dann nach Syrien zu al-Karama. Im Jahre 2011 unterschrieb er bei al-Dhafra in den Vereinigten Arabischen Emiraten. Hier blieb er mehr als fünf Spielzeiten und wurde einer der Topstürmer der UAE Arabian Gulf League. Während des Wintertransferfensters 2016/17 wechselte Diop zum Ligakonkurrenten al-Ahli Dubai. Er unterschrieb für dreieinhalb Jahre.